# Silvassa
Silvassa là một thị trấn thống kê (census town) của quận Dadra & Nagar Haveli thuộc bang Dadra and Nagar Haveli, Ấn Độ.

## Địa lý
Silvassa có vị trí 20°16′B 73°01′Đ / 20,27°B 73,02°Đ Nó có độ cao trung bình là 32 mét (104 feet).

## Nhân khẩu
Theo điều tra dân số năm 2001 của Ấn Độ, Silvassa có dân số 21.890 người. Phái nam chiếm 57% tổng số dân và phái nữ chiếm 43%. Silvassa có tỷ lệ 75% biết đọc biết viết, cao hơn tỷ lệ trung bình toàn quốc là 59,5%: tỷ lệ cho phái nam là 80%, và tỷ lệ cho phái nữ là 68%. Tại Silvassa, 15% dân số nhỏ hơn 6 tuổi.